# Xenandra petilius
Xenandra petilius är en fjärilsart som beskrevs av Ferreira 1922. Xenandra petilius ingår i släktet Xenandra och familjen Riodinidae. Inga underarter finns listade i Catalogue of Life.